# قاي ك. بارد
قاي ك. بارد (بالإنجليزية: Guy K. Bard) هو قاضي ومحامي أمريكي، ولد في 24 أكتوبر 1895 في لينكولن في الولايات المتحدة، وتوفي في 23 نوفمبر 1953.